# Panagrellus ludwigii
Panagrellus ludwigii är en rundmaskart. Panagrellus ludwigii ingår i släktet Panagrellus och familjen Panagrolaimidae. Inga underarter finns listade i Catalogue of Life.